# Ole Einar Bjørndalen
Ole Einar Bjørndalen (27 de janeiro de 1974) é um biatleta norueguês. Vive em Toblach no Tirol italiano. Bjørndalen venceu oito medalhas de ouro olímpicas (recorde no biatlo), e dezenove medalhas de ouro em campeonatos mundiais de biatlo. É a única pessoa a vencer numa Olimpíada todas as provas individuais do seu desporto (nos Jogos Olímpicos de Inverno de 2002).